# Leioproctus phanerodontus
Leioproctus phanerodontus är en biart som först beskrevs av Cockerell 1929.  Leioproctus phanerodontus ingår i släktet Leioproctus och familjen korttungebin. Inga underarter finns listade i Catalogue of Life.